# Campeonato Sudamericano de Baloncesto de 1935
El Campeonato Sudamericano de Baloncesto de 1935 fue el cuarto Campeonato Sudamericano de Baloncesto. Fue disputado en Río de Janeiro, Brasil y ganado por Argentina (2º título).

## Resultados
|   | Equipo    | Pts | G | P | PF  | PC  | Dif |
| - | --------- | --- | - | - | --- | --- | --- |
| 1 | Argentina | 7   | 3 | 1 | 117 | 102 | +15 |
| 2 | Brasil    | 6   | 2 | 2 | 107 | 106 | +1  |
| 3 | Uruguay   | 5   | 1 | 3 | 107 | 123 | -16 |

| Argentina | 28 - 23 | Brasil    |
| Brasil    | 30 - 20 | Argentina |
| Argentina | 33 - 19 | Uruguay   |
| Uruguay   | 30 - 36 | Argentina |
| Brasil    | 29 - 27 | Uruguay   |
| Uruguay   | 31 - 25 | Brasil    |

| Argentina         |
| Campeón Argentina |
| Segundo título    |